# Liste des aires protégées du Yémen
 (mars 2017).
Si vous disposez d'ouvrages ou d'articles de référence ou si vous connaissez des sites web de qualité traitant du thème abordé ici, merci de compléter l'article en donnant les références utiles à sa vérifiabilité et en les liant à la section « Notes et références ».
Liste des aires protégées au Yémen.

## Parcs nationaux
- Parc national de la forêt de la vallée de Jabal Bura
- Parc national marin des îles Zuqur

## Parc marin
- Parc marin Ras Isa

## Aires protégées
- Aire protégée de la communauté Bura
- Aire protégée de l'île Socotra

## Réserve traditionnelle
- Réserve traditionnelle Dhamar Montane Plains Mahjur

## Réserves de biosphère[1]
- Archipel de Socotra  (également patrimoine mondial de l'UNESCO), 2003
- Bura'a, 2011

## Sites Ramsar
La convention de Ramsar est entrée en vigueur au Yémen le 8 février 2008.
En janvier 2020, le pays compte un site Ramsar, couvrant une superficie de 5,8 km2.